# Andrea Leeds

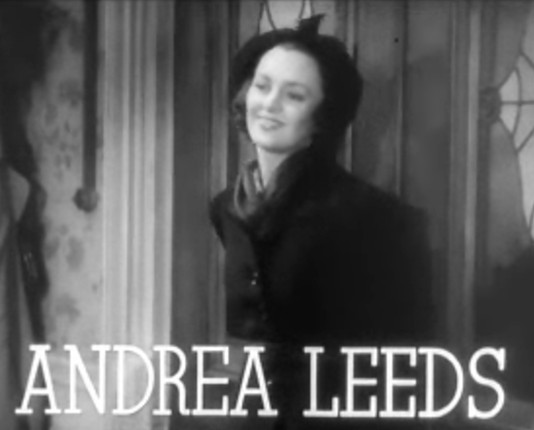
Andrea Leeds.

Andrea Leeds (14 de agosto de 1914-21 de mayo de 1984) fue una actriz cinematográfica estadounidense nominada al Premio Óscar.
Su verdadero nombre era Antoinette Lees, y nació en Butte, Montana. Inició su carrera cinematográfica en 1934 interpretando pequeños papeles, y usando su verdadero nombre. Ya como Andrea Leeds tuvo su primer papel importante en la película de 1936 Come and Get It (Rivales). Consiguió un nuevo éxito al año siguiente con It Could Happen to You (1937).
Fue nominada al Oscar a la mejor actriz de reparto por su siguiente papel, el de una fracasada aspirante a actriz en Stage Door (Damas del teatro) (1937). Formó parte de un reparto de actrices de gran renombre, incluyendo a Katharine Hepburn, Ginger Rogers, Lucille Ball y Eve Arden. A pesar de ello, fue elogiada y destacada por la crítica. Tras su éxito en esta película, Leeds hizo pruebas para el papel de Melanie en Lo que el viento se llevó, que finalmente consiguió Olivia de Havilland.
Su sustancial calidad hizo que fuera elegida para trabajar en The Goldwyn Follies (1938) haciendo el papel de "Miss Humanity". El film tuvo poco éxito y no recibió buenas críticas.
Posteriormente actuó en dos películas junto a Joel McCrea, Youth Takes a Fling (Vocación de marino) (1938) y They Shall Have Music (1939), la primera ocasión en la que tuvo un papel protagonista. Siguió interpretando papeles protagonistas románticos en la película de aventuras ambientada en la Filipinas de 1906, The Real Glory, junto a Gary Cooper y David Niven, y en Swanee River (1939), junto a Don Ameche, biografía en Technicolor de Stephen Foster, 
Su última película, Earthbound (1940), era de tema fantástico, sobre una mujer (el papel de Leeds) que resuelve el asesinato de su marido con la ayuda de su fantasma. 
Estas películas tuvieron bastante éxito, por lo que Leeds se hizo una actriz popular. Sin embargo, en 1939 se casó con el deportista Robert S. Howard, y decidió dejar el cine para centrarse en su familia. Se dedicó a la cría de caballos, y tras la muerte de Howard en 1962 dirigió un negocio de joyería. Fue su único matrimonio. Tuvo dos hijos, uno de los cuales falleció antes que ella.
Andrea Leeds murió a causa de un cáncer en Palm Springs, California, a los 69 años de edad. Como residente de la ciudad durante años, es recordada como una de sus ciudadanas más importantes, poseyendo una estrella en el Paseo de la Fama de Hollywood. Fue enterrada en el cementerio Desert Memorial Park en California.

## Premios y distinciones
Premios Óscar
| Año  | Categoría               | Película         | Resultado |
| ---- | ----------------------- | ---------------- | --------- |
| 1938 | Mejor Actriz de Reparto | Damas del teatro | Nominada  |